# سنفرو
سنفرو، المعروف باسم ساويرس باليونانية (وفقًا لمانيتون)، مؤسس الأسرة الرابعة خلال عصر الدولة القديمة. تختلف تقديرات مدة حكمه بين 24 سنة و48 سنة. تميز عهده بالتوسع في التجارة الخارجية، وإرسال الحملات التأديبية، وحملات التعدين . توصل مع مهندسه ومستشاره إمحتب إلى الشكل الكامل للهرم ، حيث قام ببناء  ثلاثة أهرامات باقيه ليومنا هذا ، ويمكن زيارتها في دهشور.
ليس معروفًا تمامًا عما إذا كان سنفرو هو والد خوفو أم عمه . حكم خوفو مصر بعد سنفرو.

## عائلته
تزوج سنفرو من حتب حرس، التي يعتقد أنها كانت ابنة الفرعون السابق له، هوني. وحماه ربما يكون أيضاً والده حسب بعض الباحثين. وحسب تلك الافتراضية  أن هوني أنجب حتب حرس  من زوجة ملكية، بينما أنجب سنفرو من جارية. ولذلك فكان زواج سنفرو هو جوازه إلى العرش.

## اسمه بالهيروغليفية
اسمه الشخصي:
|                |     |          |     |
| \| \| \| \| \| |     |          |     |
|                |     |          |     |
| S29            | F35 | I9 · D21 | G43 |

| S29 | F35 | I9 · D21 | G43 |

|                |     |          |     |
| \| \| \| \| \| |     |          |     |
|                |     |          |     |
| S29            | F35 | I9 · D21 | G43 |

| S29 | F35 | I9 · D21 | G43 |

ويقرأ هنا من اليسار إلى اليمين ؛ س ن ف ر و.

وكان الكاتب المصري القديم يختصر أحيانا الكتابة ويكتب كلمة «نفرو» في رمز واحد وهو 
| F35 |

وأما «الحية» فهي حرف «ف» + «فم» فهو حرف «ر» +  «كتكوت» فهو حرف «و»
وكتبهم الكاتب المصري القديم هنا إضافيا.

## ألقابه الملكية
بالإضافة إلى اسم فرعون الشخصي (اسم الولادة) كان يتقلد عند اعتلائه العرش ألقابا ملكية أخرى ، تصل في مجموعها إلى خمسة ألقاب ، من ضمنها اسم الولادة. جرى هذا العرف في مصر القديمة منذ عهد الاسرة الثالثة . ونذكر هنا ألقاب سنفرو الأخرى

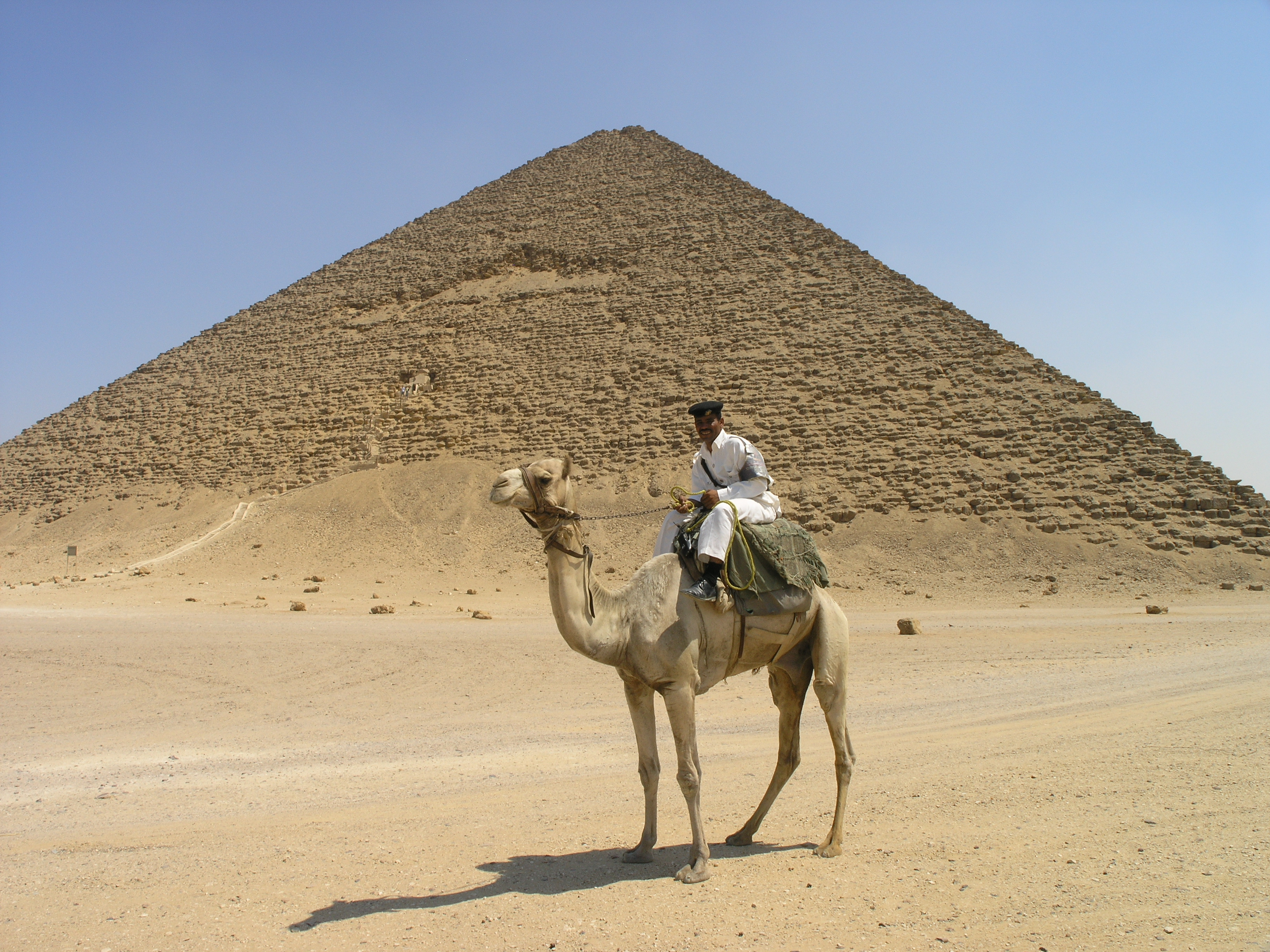
الهرم الأحمر لسنفرو في دهشور.

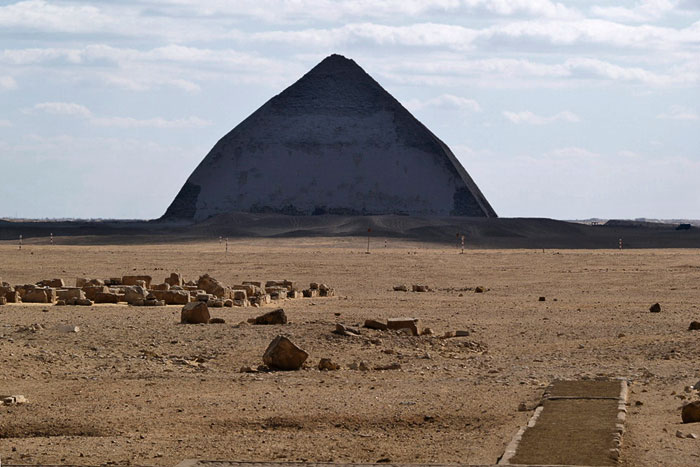
الهرم المائل لسنفرو في دهشور

اسم حورس :
| V30 · U4 | X1 |

| G5 |

```
 
 
Nb-m3
ˁ
t
 
نب معت 
، أي «سيد الحقيقة»
```

اسم نبتي:
| V30 · U4 | X1 |

| G16 |

 Nb-m3ˁt
 نب معت ، أي «سيد الحقيقة»
اسم ذهبي :
| G5 · S12 |

 بيك نبو 
 Bjk-nbw
  ، أي الصقر الذهبي
- اسمه كما ورد في قائمة ملوك مصر (أبيدوس):

|             |     |     |
| \| \| \| \| |     |     |
|             |     |     |
| S29         | F35 | G43 |

| S29 | F35 | G43 |

|             |     |     |
| \| \| \| \| |     |     |
|             |     |     |
| S29         | F35 | G43 |

| S29 | F35 | G43 |

 سنفرو 
 S.nfr.w(j)
 «سيجعلنى حسنا»
- اسمه كما ورد في سقارة:

|                |     |          |     |
| \| \| \| \| \| |     |          |     |
|                |     |          |     |
| S29            | F35 | I9 · D21 | G43 |

| S29 | F35 | I9 · D21 | G43 |

|                |     |          |     |
| \| \| \| \| \| |     |          |     |
|                |     |          |     |
| S29            | F35 | I9 · D21 | G43 |

| S29 | F35 | I9 · D21 | G43 |

 سنفرو
 S.nfr.w(j)
 «سيجعلني حسنا»

## عهده
أغلب الظن أن انتقال الحكم من الاسرة الرابعة كان انتقالا سلميا .  فقد تزوج سنفرو (ابن الملك حوني من زوجة فرعية) صاحبة الحق في وراثة العرش. وأسس الأسرة الرابعة. وهو ما أكدته المصادر الأدبية إذ ذكر أحد أدباء الدولة الوسطي في نصوصه: «وبعد أن توفي جلالة الملك حوني نصب جلالة الملك سنفرو باعتباره ملكا فاضلا في هذه الدنيا كلها».
من هو الملك سنفرو ؟
سنفرو هو الاسم المختصر من «بتاح سنفروي»، أي «بتاح جملني».
وقد حكم سنفرو طبقا لما جاء في تاريخ مانيتون 26 عاما ،وذكرت بردية تورين 24 عاما ، ويحسب عالم الآثار الألماني «ستادلمان» أنه حكم 48 سنة وذلك على أساس أنه في فترة حكم سنفرو قد أجريت 24 أحصاءا في مصر ، وفي العادة كان الإحصاء يتم كل سنتين ، من هنا يعتقد ستادلمان في أن فترة حكم سنفرو بلغت 48 عاما.
ونعرف الكثير عن أخبار سنفرو من خلال حجر باليرمو منها أنه أقام عددا كبيرا من القصور والمعابد.
أن الملكة «مرس – عنخ» هي أم سنفرو، ويرجح أنها كانت إحدى زوجات الملك حوني الثانويات ، وأن سنفرو استحق وراثة العرش عن طريق زواجه بالأميرة «حتب – حرس» ابنة حوني التي حملت لقب «ابنة الإله» وأن زواجهما تم قبل وفاة حوني آخر ملوك الأسرة الثالثة.

### تبادل تجاري مع فينيقيا
يعتبر انه جمع بين القوة والرحمة، فحكم وقاد بلاده وشعبه إلى حياة أفضل يظللها الأمن والسلام.  كما أنتعش في عهده الاقتصاد بفضل تشجيعه لإقامة علاقات  تجارية مع فينيقيا (لبنان حاليا) وأحسن في استخدام موارد بلاده.
كان يرسل  أساطيل  بحرية بصفة خاصة إلى ميناء جبيل (بلبنان حاليا) للتبادل التجاري . من ضمن تلك البعثات التجارية أرسل أسطولا كبيرا  مكونا من أربعين سفينة لإحضار أخشاب الأرز  «الصنوبر» .  وبحسب ما جاء في حجر بالرمو  استخدمت تلك  الأخشاب في صناعة  الأبواب وبعض الأجزاء الداخلية من أهرامات الملك ، كما استخدمت في صناعة السفن .
ذكر أيضاً حجر بالرمو خبر تشييد ستين سفينة لكل منها ستة عشر مجدافاً.

### النشاط العسكري
اهتم الفرعون سنفرو بتأمين الحدود، فقام بحملة إلي بلاد النوبة ليعيد الأمن والطمأنينة إلي حدود مصر الجنوبية. وورد ذكر هذه الحملة على الوجه الثاني من حجر باليرمو ، ومن خلال الأرقام يتضح لنا مدى المقاومة التي واجهها الملك سنفرو هناك. وقد عاد جيشه بـ 7000 آلاف من الاسري و200 ألف رأس من الثيران والأغنام.
وقد أطلق الملك سنفرو اسم «نحسيو» على  السودانيين ، وكان المقصود بهذه التسمية كل القبائل التي تسكن جنوبي الحدود المصرية .كما كانت تلك المناطق تسمى «نوب» حيث كان يسخرج منها ال «نوب» وهو الذهب باللغة المصرية القديمة . (ومنها جاءت التسمية الحديثة بالعربية  حيث تسمى تلك المناطق «النوبة».)
إرسال حملات تأديبية لبدو سيناء، الذين كانوا يغيرون على مناجم الفيروز و النحاس وقوافل التجارة .  وقد عثر علي نقش له علي صخور جبل المغارة  تمثل الملك سنفرو وهو يؤدب الأسرى.  كما استحق أن يمجد كحاميا للمنطقة إلي جانب المعبودين حتحور  و سوبد.
وأرسل حملة أخرى إلى الليبو ( ليبيا حالياً )  وأتى منها بـ 11 ألف أسير و13 ألف رأس من الثيران والأغنام.

### التنظيم الإداري
قد استحدث وظيفة وزير (تياتي) التي ظهرت لأول مرة في عهده. وليس هناك دليل أقوى من وجود ممثلات للأقاليم المصرية المنقوشة على جدران معبد الوادي بدهشور ، وهي أقدم نقش للأقاليم المصرية عثر عليه.
كان تحديث التنظيم الإداري لمصر لازما لتنفيذ أغراض سنفرو من بناء هرمين  في نفس المكان .  فهذا العمل الضخم استخدم فيه كم من الأحجار قدرت بحوالي 3.842.000 متراً مكعباً من الحجر الجيري .  بينما قدرت كمية الأحجار التي استخدمها الملك خوفو  الذي جاء بعده في بناء الهرم الأكبر بحوالي 2.500.000 متراً مكعباً.
احتاج بناء الأهرام عبر سنوات طويلة إلى إقامة مدينة سكنية للعمال والمهندسين . فكانوا يسكنون مع عائلاتهم قريبا من مكان العمل . وكانت الإدارة تخصهم بالمأكل والمشرب والملابس ، ونعرف أن لكل عامل من العمال كان له نصيبا من الخبز والثوم والبيرة يوميا يحصل عليه حتى يتفرغ لعمله في بناء الأهرام. وأحيانا كانت تقدم إليهم اللحوم والطيور.

## تماثيله
رأس من حجر الجرانيت قد تكون للملك سنفرو هي محفوظة حالياً بمتحف بروكلين، ارتفاعها 61 سم.
تؤرخ هذه الرأس لأواخر الأسرة الثالثة وبداية الأسرة الرابعة، وتتشابه هذه الملامح من حيث الأنف العريض والشفاه الغليظة وامتلاءة الوجه مع ملامح سنفرو في رأس أخرى لتمثال من الحجرالجيري اكتشفت في دهشور الجنوبية . ونلاحظ طريقة وضع التاج على رأس الملك لكي يغطي جبين الملك ويميل الرأي لنسبتها إما لخوفو أو سنفرو وهما أكبر ملوك الأسرة الرابعة  تأليهاً حيث أخذ كل منهما لقب «نيثر عا» أي المعبود الكبير.
كما ثر على تمثال من الحجر الجيري للملك سنفرو وهو محفوظ حالياً بالمتحف المصري بالقاهرة. 
عثر عليه د أحمد فخري في نيش  (زاوية)  بمعبد الوادي  الخاص بهرمه في منطقة دهشور الجنوبية ، وينسبه العلماء للملك سنفرو، وخاصة للملامح من حيث الشفتين الغليظتين وامتلاء الوجه والأنف العريض وطريقة وضع التاج الأبيض فوق الرأس بحيث تغطي أكبر قدر من الجبين، ونلاحظ أن التمثال أصابه التلف في منطقة الصدر والأطراف.

## أهم أعماله
أرسل أسطولا ضخما إلى فينيقيا لاستيراد خشب الأرز النادر لعدم وجود أخشاب جيدة في مصر تصلح لأعمال الإنشاءات الكبيرة من أهرامات ومعابد ، تحتاج إلى الكثير من الزحافات الخشبية والعوارض ، وكذلك لبناء السفن التي نشطت صناعتها وركوبها للتبادل التجاري مع البلاد المحاورة . كما عمل على تأمين حدود مصر الغربية والجنوبية من الأعداء. شيد لنفسه ثلاثة أهرامات: الأول هرم ميدوم الذي يعتبر مرحلة انتقالية بين الهرم المدرج والهرم الحقيقى , ثم هرمين بدهشور وهما الهرم الأحمر والهرم المائل. كما أنه اهتم باستخراج المعادن، مثل :النحاس والفيروز من سيناء. تميزت فترة حكمه بالاستقرار والعدالة.

## اقرأ أيضا
- حتب حرس
- خوفو